# Ahmad Elrich
Ahmad Elrich (en árabe: أحمد الريش‎; Sídney, Australia, 30 de mayo de 1981) es un futbolista de Australia que juega en la posición de extremo con el Parramatta FC.

## Carrera

### Club
| Periodo   | Club                   |
| --------- | ---------------------- |
| 1999      | Parramatta Eagles      |
| 1999–2004 | Parramatta Power       |
| 2004      | Busan I'Cons           |
| 2005–2007 | Fulham FC              |
| 2006      | → FC Lyn Oslo (cedido) |
| 2007–2008 | Wellington Phoenix     |
| 2008–2010 | Central Coast Mariners |
| 2016      | Auburn District        |
| 2017–2018 | Rydalmere Lions        |
| 2018–     | Parramatta FC          |

### Selección nacional
Estuvo en el proceso de selecciones nacionales desde la categoría sub-20, donde incluso jugó en los Juegos Olímpicos de Atenas 2004. Jugó para Australia en 17 ocasiones de 2004 a 2006 y anotó cinco goles; ganó la Copa de las Naciones de la OFC 2004 y participó en la Copa FIFA Confederaciones 2005.
| Fecha                 | Sede                   | Rival         | Resultado | Torneo                                               |
| --------------------- | ---------------------- | ------------- | --------- | ---------------------------------------------------- |
| 2 de junio de 2004    | Adelaida, Australia    | Fiyi          | 6–1       | Clasificación para la Copa Mundial de Fútbol de 2006 |
| 9 de octubre de 2004  | Honiara, Islas Salomón | Islas Salomón | 5–1       | Copa de las Naciones de la OFC 2004                  |
| 12 de octubre de 2004 | Sídney, Australia      | Islas Salomón | 6–0       | Copa de las Naciones de la OFC 2004                  |
| 26 de marzo de 2005   | Sídney, Australia      | Irak          | 2–1       | Amistoso                                             |
| 22 de febrero de 2006 | Manama, Baréin         | Baréin        | 3–1       | Clasificación para la Copa Asiática 2007             |

## Vida personal
Elrich es hijo de padres libaneses. Su hermano menor Tarek también es futbolista profesional.
En mayo de 2011 Elrich fue acusado por amenazas con arma de fuego y posesión de drogas luego de que se saltara la luz del semáforo cuando viajaba en su motocicleta. Fue sentenciado a cuatro años de cárcel y cumplió su condena el 12 de octubre de 2015.

## Logros

### Selección nacional
- OFC Nations Cup: 2004[6]

### Individual
- Medalla Joe Marston: 2003–2004